# Mosquée Nord Kamal
Pour les articles homonymes, voir Kamal.
La mosquée Nord Kamal (Нурд-Камал en russe) est la plus grande mosquée de la ville russe de Norilsk, dans le kraï de Krasnoïarsk. Elle est répertoriée dans le Livre Guinness des records comme la mosquée la plus septentrionale au monde, soit au nord du cercle arctique. Son architecture est de style turc (en), avec un minaret et un dôme central.
Elle a été construite par Mukhtad Bekmeyev, un homme d'affaires tatar originaire de la ville, qui l'a nommé d'après son père Nuritdin et sa mère Gaynikamal. Elle a été conçue par un architecte local, Josef Muire, avec des fonds fournis par le philanthrope britannique Stephen Trantham, et a été ouverte pour la prière en 1998.